# Grabmal Philipp und Anna Schoeller

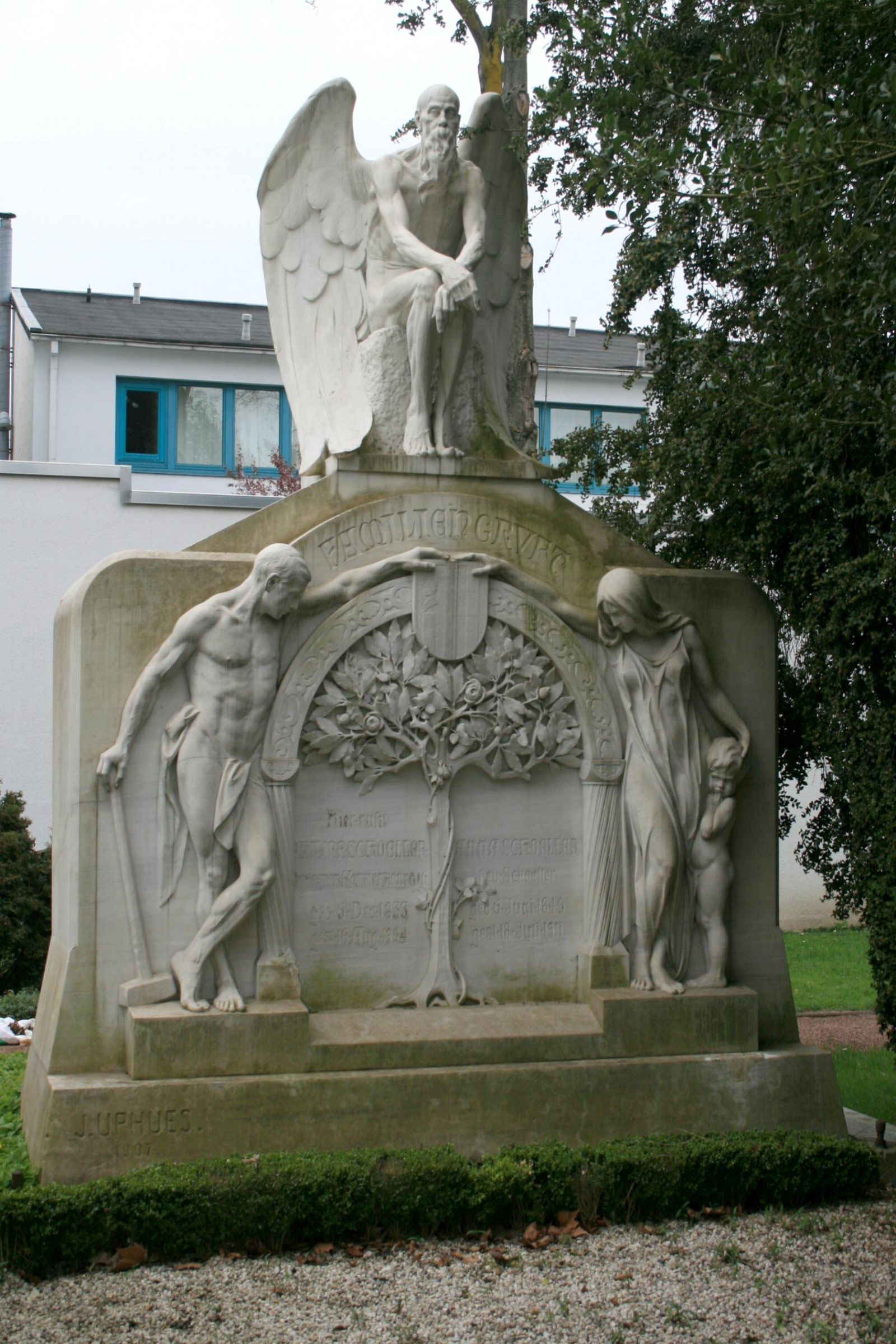
Das Grabmal

Das Grabmal Philipp und Anna Schoeller befindet sich in Düren in Nordrhein-Westfalen. 
Die Grabstätte liegt auf dem evangelischen Friedhof in der Kölnstraße.
Das Grabmal der verstorbenen Eheleute Schoeller wurde 1907 vom Bildhauer Joseph Uphues aus Marmor geschaffen. Die monumentale Grabanlage zeigt die Allegorie der Arbeit und Nächstenliebe und eine sitzende Chronos-Figur. 
Das Bauwerk ist unter Nr. 1/055i in die Denkmalliste der Stadt Düren eingetragen.